# Мустафа Наима
Мустафа Наима (османски турски: مصطفى نعيما; Мустафа На'има; Алеп, Османска Сирија 1655 - 1716) био је османски бирократа и историчар који је написао хронику познату као Tārīḫ-i Na'īmā  (Наимина историја). Често се сматра првим званичним историчаром Османског царства, мада ова формалност вероватно није створена до времена његовог наследника Рашида.

## Живот и каријера
Мустафа Наима је рођен као син јаничара у Алепу у османској Сирији. Придружио се дворској стражи у Цариграду и тамо се школовао за секретара. Порастао је у финансијској администрацији царства све док сплетке палате нису проузроковале да га 1715. пошаљу на провинцијско административно место.
Као историчар Наима помиње долазак могулских амбасадора: Каим Бега, Саид Атаулаха и Хаџи Ахмад Саеда, које је послао могулски цар Шах Џахан. Амбасадори су одсели у Сераљу Сајвуш-паше.
Умро је у Патри.

## Радови
Наимино главно дело је Ravżatu'l-Ḥüseyn fī ḫulāṣati aḫbāri'l-ḫāfiḳeyn (روضة الحسين فى خلاصة اخبار الخافقين на османском; дословно: „Врт од Хусеина у Храмском врту у Сумерку). Ово дело је завршено 1704. године и посвећено везиру Амџазаде Хусеину Паши. Књига покрива догађаје од 1591. до 1660. године.